# آخالسوپلی
آخالسوپلی (به لاتین: Akhalsopeli) یک منطقهٔ مسکونی در گرجستان است که در کاختی واقع شده‌است. آخالسوپلی ۴٬۱۵۸ نفر جمعیت دارد و ۴۴۰ متر بالاتر از سطح دریا واقع شده‌است.